# ガス・G
ガス・G.（Gus G. / 本名：コンスタンティノス "コスタス" カラミトロウディス (ギリシア語: Κωνσταντίνος "Κώστας" Καραμητρούδης / ラテン文字転写: Konstantinos "Kostas" Karamitroudis), 1980年9月12日 - ）は、ギリシャ出身のロックミュージシャン、ギタリスト、作曲家。世界でもトップクラスの技巧派ギタリストとして注目されている。

## 略歴
1998年、パワーメタル・バンド「ファイアーウインド」を結成し、活動を始める。
その後2001年、ドイツのメロディックスピードメタルバンド、ミスティック・プロフェシーのメンバーとしてメジャーシーンに登場する。他に、ナイトレイジやドリーム・イーヴルのメンバーも掛け持ちし、「世界一多忙なギタリスト」と呼ばれていた。現在はファイアーウインドの活動に専念するため、他のバンドから全て脱退している。
2005年にはクリストファー・アモットが脱退したアーチ・エネミーにサポート・ギタリストとしてツアーに参加した。また、同時期に作られたアーチ・エネミーの6thアルバム、『ドゥームズデイ・マシーン』収録曲「テイキング・バック・マイ・ソウル」にも参加している。
2009年夏からオジー・オズボーンのツアーに参加。2010年6月発売のアルバム『SCREAM』にも参加。
2014年、初のソロアルバム『I Am the Fire』をリリース。
2015年、2ndソロアルバム『Brand New Revolution』をリリース。
2018年、3rdソロアルバム『Fearless』をリリース。

## 使用機材
ESPとエンドーズ契約をしていた。2016年に新たにJacksonとエンドースメント契約を締結している。またSeymour Duncanから自身のアーティストモデルであるピックアップが発売されている。

## ディスコグラフィ

### ソロ
アルバム
- アイ・アム・ザ・ファイア - I Am the Fire（2014年）
- ブランニュー・レヴォリューション - Brand New Revolution（2015年）
- フィアレス - Fearless（2018年）
- クァンタム・リープ - Quantum Leap（2021年）[7]

### Mystic Prophecy
アルバム
- Vengeance（2001年）
- Regressus（2003年）
- Never-Ending（2004年）

2005年に脱退。

### Dream Evil
アルバム
- ドラゴンスレイヤー - Dragonslayer（2002年）
- イーヴライズド - Evilized（2003年）
- ザ・ブック・オブ・ヘヴィ・メタル - The Book of Heavy Metal（2004年）
- ユナイテッド - United（2006年）※1曲のみゲスト参加

EP
- Children of the Night（2003年）

2004年11月に脱退。

### Nightrage
アルバム
- Sweet Vengeance（2003年）
- Descent Into Chaos（2005年）

2006年3月に脱退。